# Новый Кучук-Кой
Новый Кучук-Кой — усадьба начала XX века на Южном берегу Крыма, на территории современного пгт Парковое, основанная финансистом и меценатом Яковом Евгеньевичем Жуковским. Расположен по адресу Ялта, пгт Парковое, улица Парковое шоссе, 14 а.

## Владелец

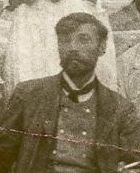
Яков Жуковский, около 1905 г.

Яков Евгеньевич Жуковский (1857—1926) — из дворян Екатеринославской губернии рода Жуковских, действительный статский советник, чиновник особых поручений Министерства финансов, меценат и коллекционер произведений художников начала XX века, сын генерала, военного губернатора Забайкальской области Е. М. Жуковского. Приходился двоюродным братом знаменитой известной певице Надежде Забела и через неё состоял в дружеских, творчески значительных отношениях с её мужем, М. А. Врубелем: владел несколькими полотнами художника, в том числе знаменитым "Паном" (позже продал в Третьяковскую галерею). Был женат на Любови Михайловне Маркевич, внучке украинского историка Н. А. Маркевича. После революции Яков Евгеньевич работал финансистом в Москве, приезжая к семье в Крым. Пропал без вести в 1926 году по дороге в Москву.  

## Усадьба
В конце 1901 года приятели Василий Сергеевич Сергеев, Анна Тимофеевна Карпова и Яков Евгеньевич Жуковский приобрели у владельца, петербургского купца, потомственного почётного гражданина, Сергея Григорьевича Растеряева, усадьбу Старый Кучук-Кой, расположенную на берегу моря, ниже одноимённой деревни и разделили её на три равные части. Собственно Старый Кучук-Кой достался Василию Сергееву. Анна Карпова получила просто Кучук-Кой. Прибрежная часть, названная Новый Кучук-Кой, стала владением Жуковского, площадью 5 десятин 176 квадратных саженей (примерно 5,5 гектара). В следующем, 1902 году, началась стройка, точнее, по оценке исследователей — создание архитектурно-ландшафтного комплекса, призванного воплотить ви́дение Жуковским художественных идей символизма и вообще Серебряного века. Предполагается, что усадьба обустраивалась без подробного предварительного проекта. Работы заняли 11 лет с 1902 по 1913 год. Активное участие в строительстве и оформлении принимали друзья и единомышленники Жуковского — участники художественного объединения Голубая роза художники Павел Кузнецов, Пётр Уткин и скульптор Александр Матвеев, а не архитекторы и садовники, как обычно. Большую роль в строительстве сыграл друг и сосед по имению, инженер Василий Сергеев — считается, что общее идейно-художественное содержание усадьбы в контексте поэзии символизма разработано им и он же назвал усадьбу «Академией художеств Жуковского».
Участок Жуковского на момент покупки пребывал в абсолютно диком состоянии, только по северной границе, на холме, росла небольшая старая маслиновая роща и несколько старых кипарисов. В начале 1905 года были проложены дороги, в 1906 году и в начале 1907 года посажены растения парка, устроены лестницы, заложены фруктовый сад и виноградник. Для защиты от северных ветров, по внешней границе горного амфитеатра, в котором расположилось имение, высадили густой заслон из сосен и кипарисов.

## Парк
Парк усадьбы создавался, как воплощение образов древней Тавриды и преданий первохристиан. Над обрывом к морю посадками туй выделили орхестру, от которой по вертикали проложили длинный марш лестницы, обсаженной кипарисами. На середине лестницу пересекала центральная поперечная аллея, перекрёсток оформили мостиком, к которому со всех сторон проложили дорожки и тропинки с террас парка. В верхней части лестницы, по обе стороны, меньше чем за год, в 1905 году, построили два главных здания усадьбы. Стены оранжереи, парапеты лестниц, скамьи парка украшали майоликовые вставки работы П. В. Кузнецова. Главной достопримечательностью всего ансамбля были скульптуры Александра Матвеева, великолепно вписанные в окружающий пейзаж. Вдоль довольно короткой лестницы, идущей от дома к бассейну, разместили четыре работы скульптора: «Засыпающий мальчик», «Пробуждающийся мальчик», «Задумчивость», «Надевающая чулок», в центре бассейна была установлена скульптура «Рождение Нимфеи».

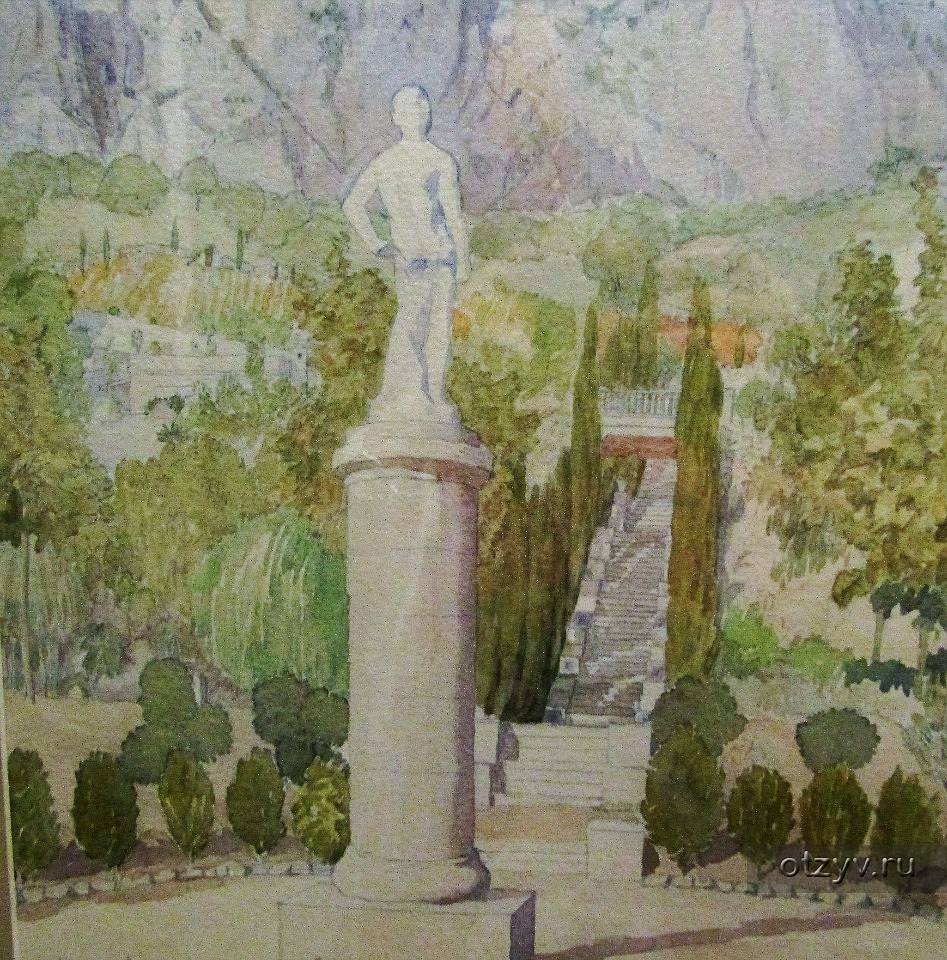
Пётр Уткин. Лестница и колонна со статуей в парке Кучук-Кой. Бумага, акварель, 1912 г.
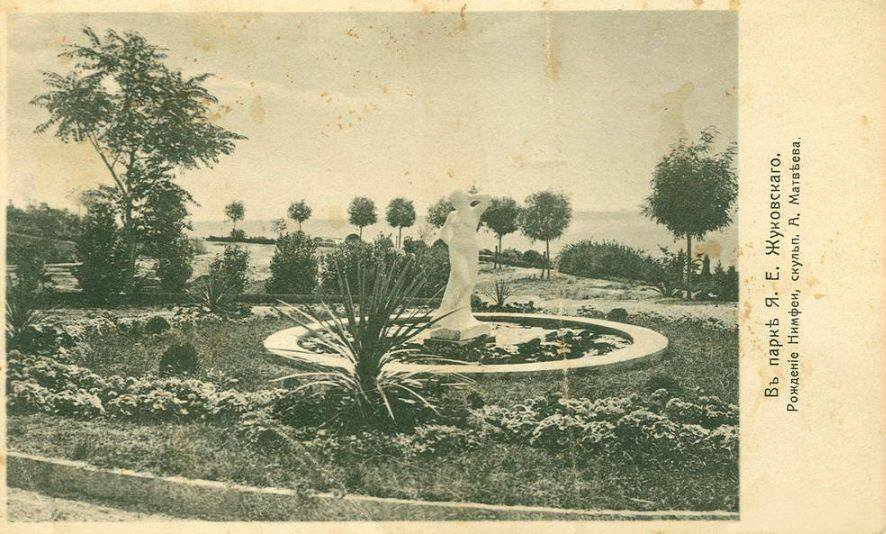
Скульптура А. Матвеева Рождение Нимфеи. Открытка 1910-х годов.
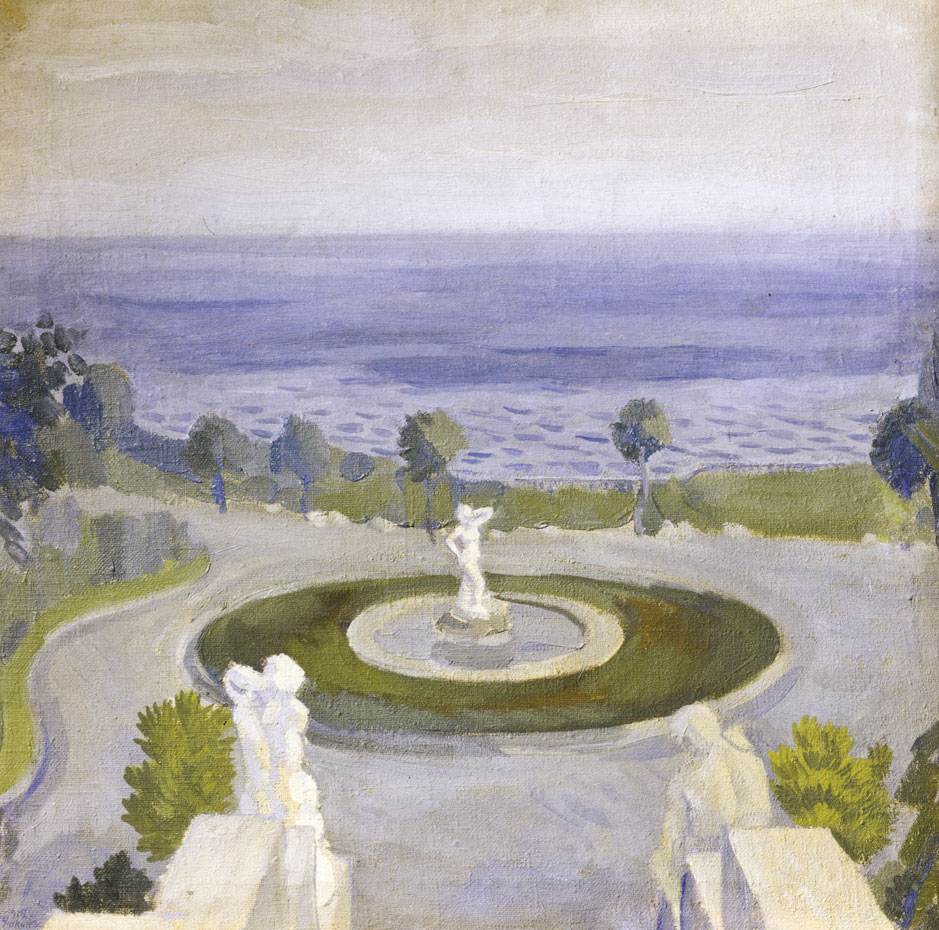
Пётр Уткин. «В усадьбе Я. Е. Жуковского», холст, масло, 1912 г.
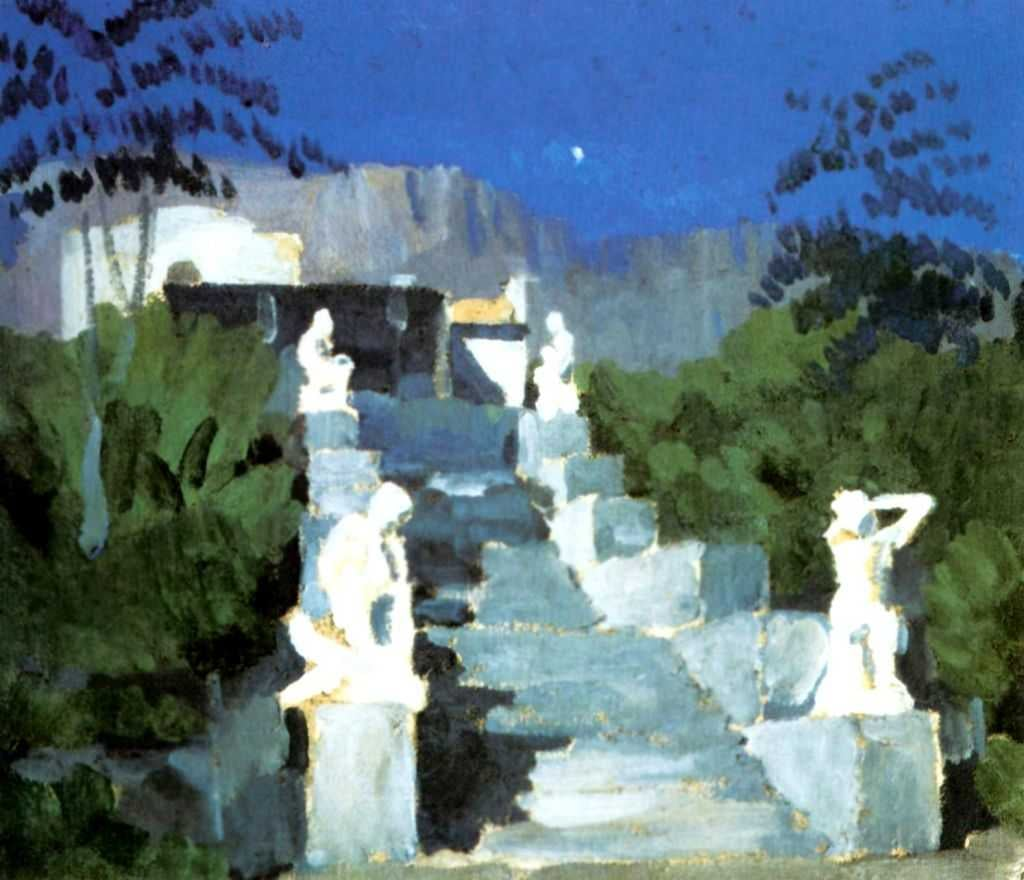
Пётр Уткин. «Крымский этюд. Лунный», холст, масло, 1913 г.
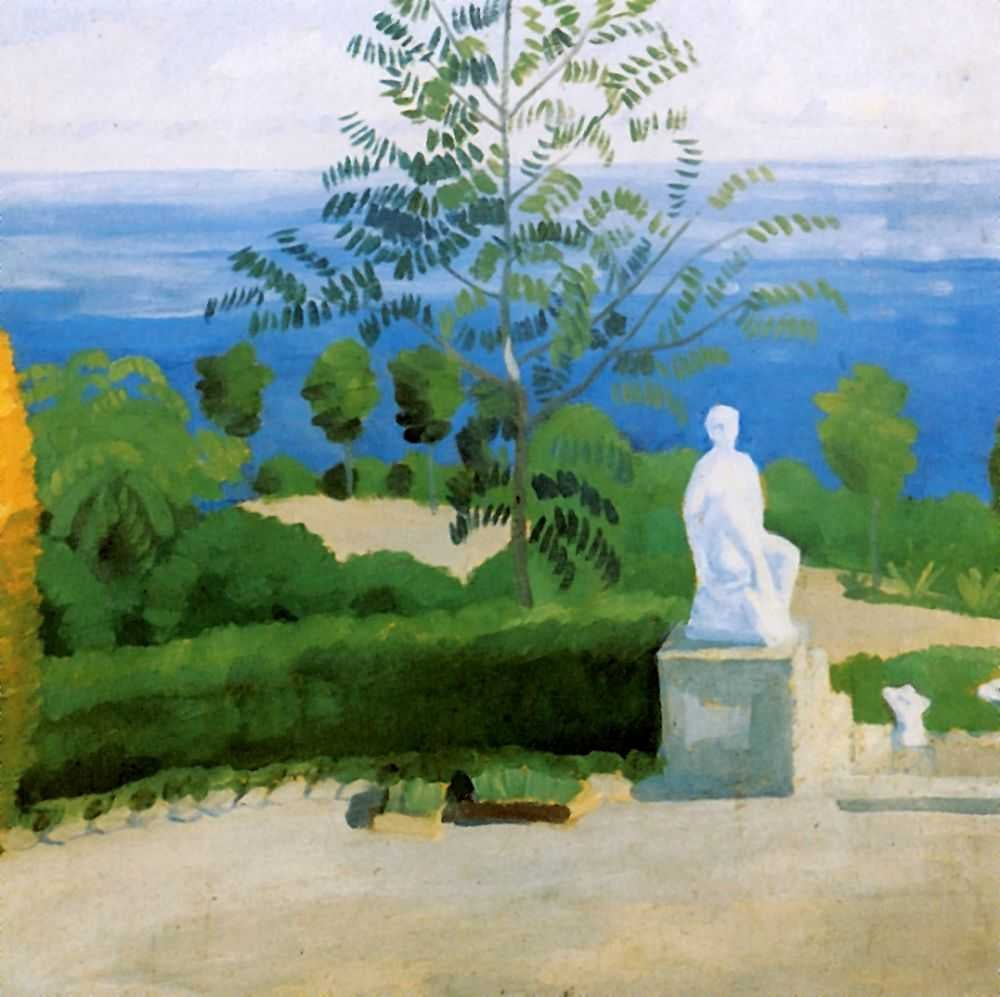
Пётр Уткин. «Парк усадьбы Я.Жуковского в Кучук-Кое», холст, масло, 1912 г.
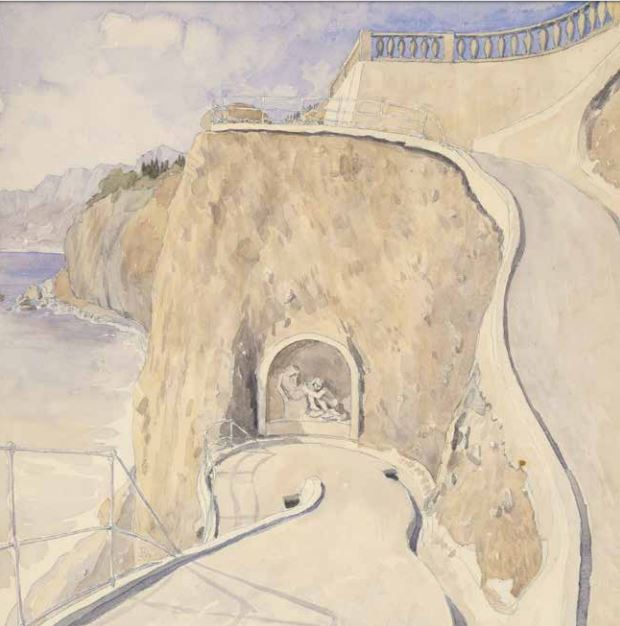
Пётр Уткин.Спящие мальчики. Акварель, 1912 г.
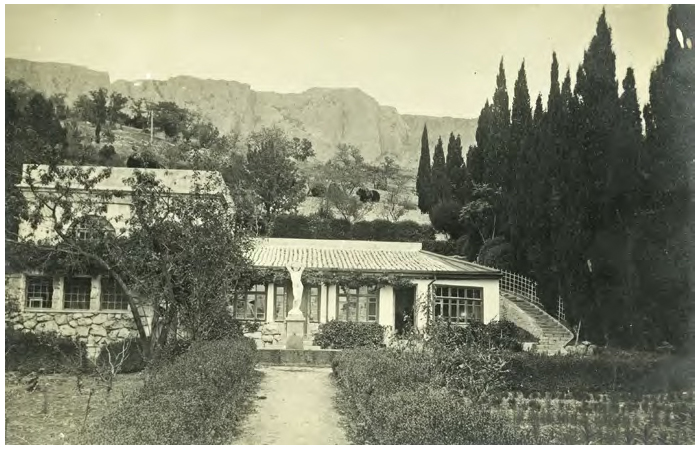
Мастерская художников, 1915 г.

Кипарисовая аллея-лестница, также известная, как «лестница Иакова» (также называли «лестница Якова»,. проецируя библейский сюжет на владельца имения) образовывала центральную ось ансамбля. Вдоль неё, на площадке, располагались грот-руина «Райские врата» с небольшим майоликовым панно Михаила Врубеля «Архангел Гавриил», заключенное в готическую синюю рамку и керамическое рельефное тондо «Пан и Нимфа» («Сатир и Нимфа»), предположительно, работы А. Л. Обера. На подпорной стене разместили вырубленный из инкерманского камня барельеф «Поэт», перед фасадом оранжереи — скульптура «Юноша», западнее — горельеф "Спящие мальчики. Ниже располагался грот-руина «Райские врата», украшенный небольшим майоликовым панно «Архангел Гавриил» и барельефом. Заканчивалась лестница поляной с установленной на ней скульптурой «Пробуждающийся», работы 1906 года, самой высокой в ансамбле. Примерно посередине лестницу перерезает небольшой мост-беседка, поддерживаемый четырьмя атлантами.

### Дом
Дача для семьи Жуковского, согласно надписи на закладной доске, построена по эскизу художника Виктора Замирайло, строительный план исполнил Василий Сергеев. На доске, декларативно и торжественно, была провозглашена быстрота строительства, новизна (для того времени) бетона, как строительного материала и равное значение труда и искусства всех участников мероприятия: одинаковым шрифтом выведены фамилии владельца, авторов проекта и даже мастеров-строителей: «столяр и плотник О. И. Морозов с товарищи из Ялты, штукатур и бетонщик И. В. Коптев», подчеркивая уважительное отношение к ремесленнику, отвечающее этическим и эстетическим требованиям эпохи модерна. Дом, размерами 10,0 м на 17,3 м, высотой 8,6 м и общей площадью 274 м², представлял собой компактное кубическое сооружение с чердачным мезонином, высоким цоколем на подклете и двумя стилизованными фронтонами над южным и восточным фасадами, дополненными асимметрично выстроенными верандами. Стены изначально окрасили снаружи светлой охрой, простой формы ступенчатые фронтоны были покрыты богатой полихромной мозаикой. На западном — гипертрофированно крупные листья и цветы глицинии, на восточном — стебли бамбука и два дерева с круглыми кронами. По низу шёл орнамент их гирлянд и зелени и полоса стилизованного морского прибоя — все работы керамической мастерской Петра Ваулина «Гельдвейн-Ваулин» в деревне Малое Кикерино под Петербургом. Обращённый к морю южный фасад украсили порталом, также в технике полихромной мозаики, выполненной в мастерской Владимира Фролова. Крышу покрывала внахлёст поливная красная и серо-голубая черепица. Оформлением интерьеров и фасадов вначале занимался Виктор Замирайло, в 1907 году к нему присоединились Евгений Лансере, Павел Кузнецов, Пётр Уткин и Александр Матвеев. Декоративные работы для зданий и парка выполнялись художниками в Крыму с 1907 по 1914 годы. Согласно документам «…все комнаты в доме, включая ванную и внутреннюю лестницу, были сплошь расписаны частью маслом по натянутому холсту; отчасти аль фреско, художниками П. В. Кузнецовым, П. С. Уткиным и одна комната (кабинет) Е. Е. Лансере. Медные медальоны на внутренней лестнице работы художника А. Т. Матвеева. Даже отделка оконных рам и дверей, а также медь порогов в том же вкусе модерн». Во всех 15 комнатах дома не было ни одного повторяющегося мотива росписи либо украшения. Известны указания Я. Жуковского по оформлению здания в виде «…художник П. В. Кузнецов — роспись 4-х комнат; наружные — alfresco; рисунки для майолики и мозаики; П. С. Уткин — роспись; 4-х комнат…», в результате которых был создан уникальный ансамбль здания и окружающего пространства. Первый этаж с детской комнатой расписали на темы «морского дна» — «морские волны с купающимися в них крабами, дельфинами и лилиями», верхний отражал жизнь наземного мира. Веранды были увиты розами и глицинией По детским воспоминаниям одной из родственниц Якова Евгеньевича
налево от входа в столовую находилась дверь в синюю комнату. По её широкому фризу было нарисовано в декадентской манере шествие женщин в длинных одеждах, с неестественно вывернутыми к спине головами. В руках они держали блюда с необыкновенными фруктами (кажется, это был Кузнецов). Большое венецианского типа окно закрывалось синим занавесом на чесучёвой подкладке. Его кайма представляла собой вышивки-аппликации. Их исполняли в рукодельных мастерских Петербурга. Судя по убранству, интерьеры никогда не консервировались, словно всегда поджидали гостей. Рядом находилась узкая, самая скромная комната с одним окном, смотревшим на море. Там стоял шкаф, нечто вроде буфета, сделанный из дерева матового зеленоватого цвета. Говорили, что здесь жил Яков Евгеньевич Жуковский, когда приезжал в Новый Кучук-Кой. Из столовой направо дверь открывалась в кабинет хозяина дома. Одно окно выходило на юг, другое на восток. Кабинет в жёлто-лимонных тонах был украшен медальонами работы Е. Е. Лансере, то ли съёмными, то ли вмонтированными в панель. Живопись на них отливала желтовато-коричневатыми оттенками. В северной стене столовой было две двери. Через одну гости попадали в светлую комнату, бордюр которой был украшен стилизованным изображением волн. Здесь останавливались художники, пока строился для них предназначенный дом. Окна этой комнаты выходили на северо-запад, а к восточной наружной стене примыкала большая пергола, увитая виноградом. Другая дверь сообщалась с узеньким коридорчиком и была настоящим произведением искусства. Вставленное в неё стекло имело оригинальную роспись.

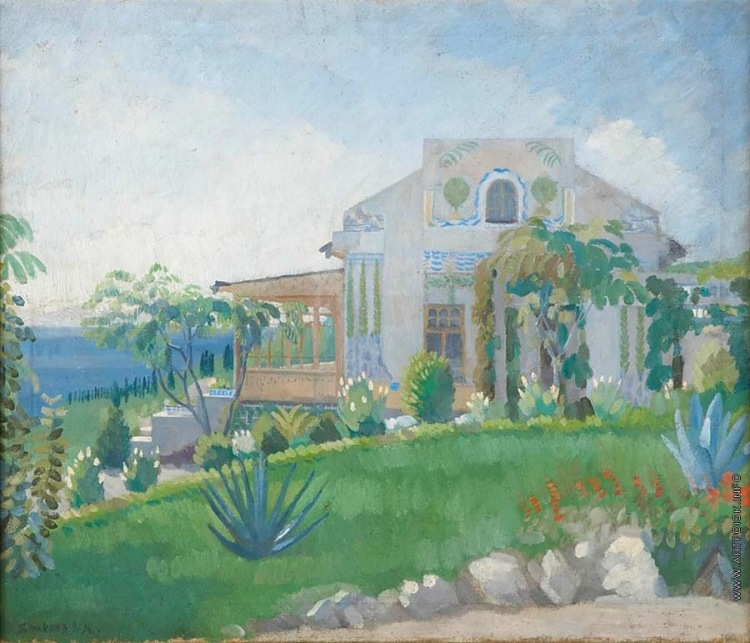
Пётр Уткин. Дом Жуковского, акварель, 1913 г.
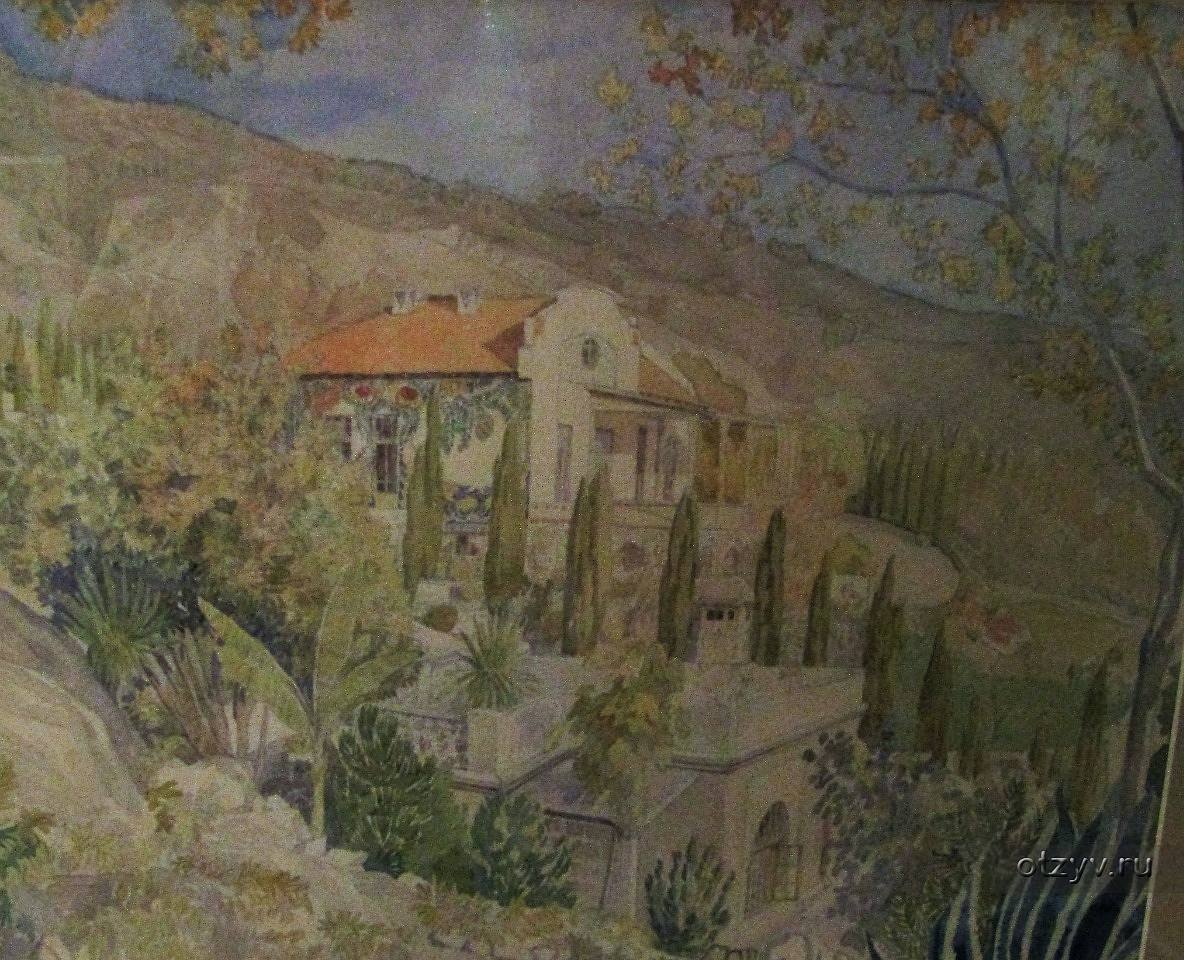
Пётр Уткин. Дом Жуковского в Новом Кучук-Кое, акварель, 1910-е годы.
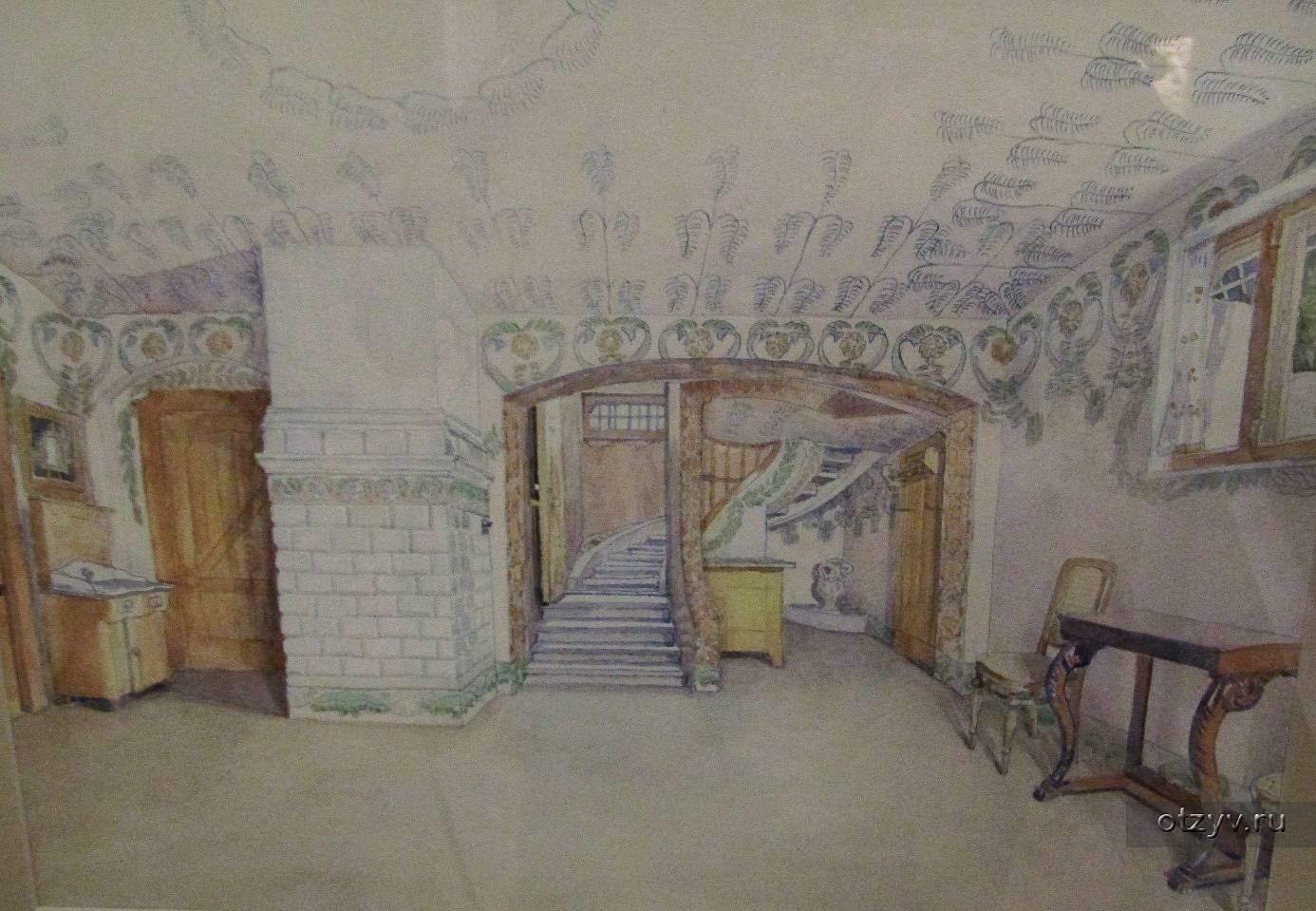
Пётр Уткин. Интерьер цокольного этажа, акварель, 1912 г.
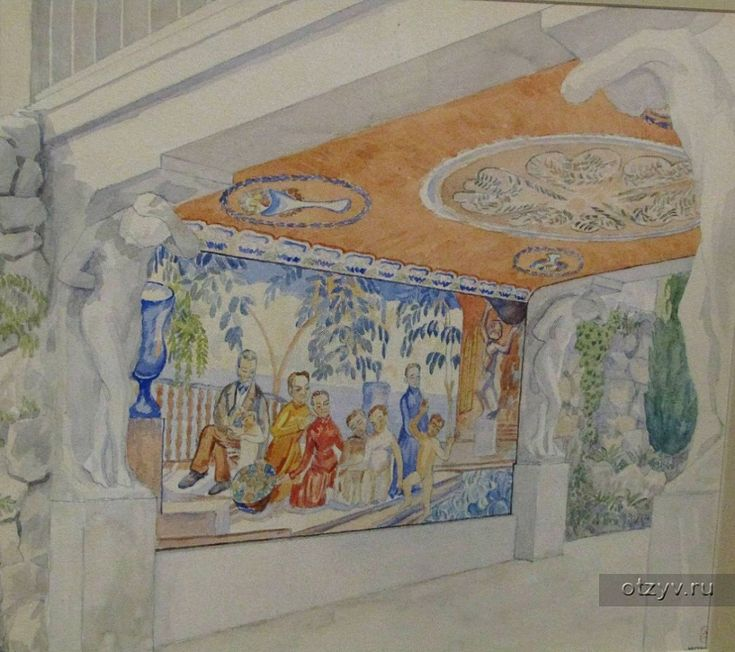
Пётр Уткин. Эскиз интерьера, акварель, 1910 г.
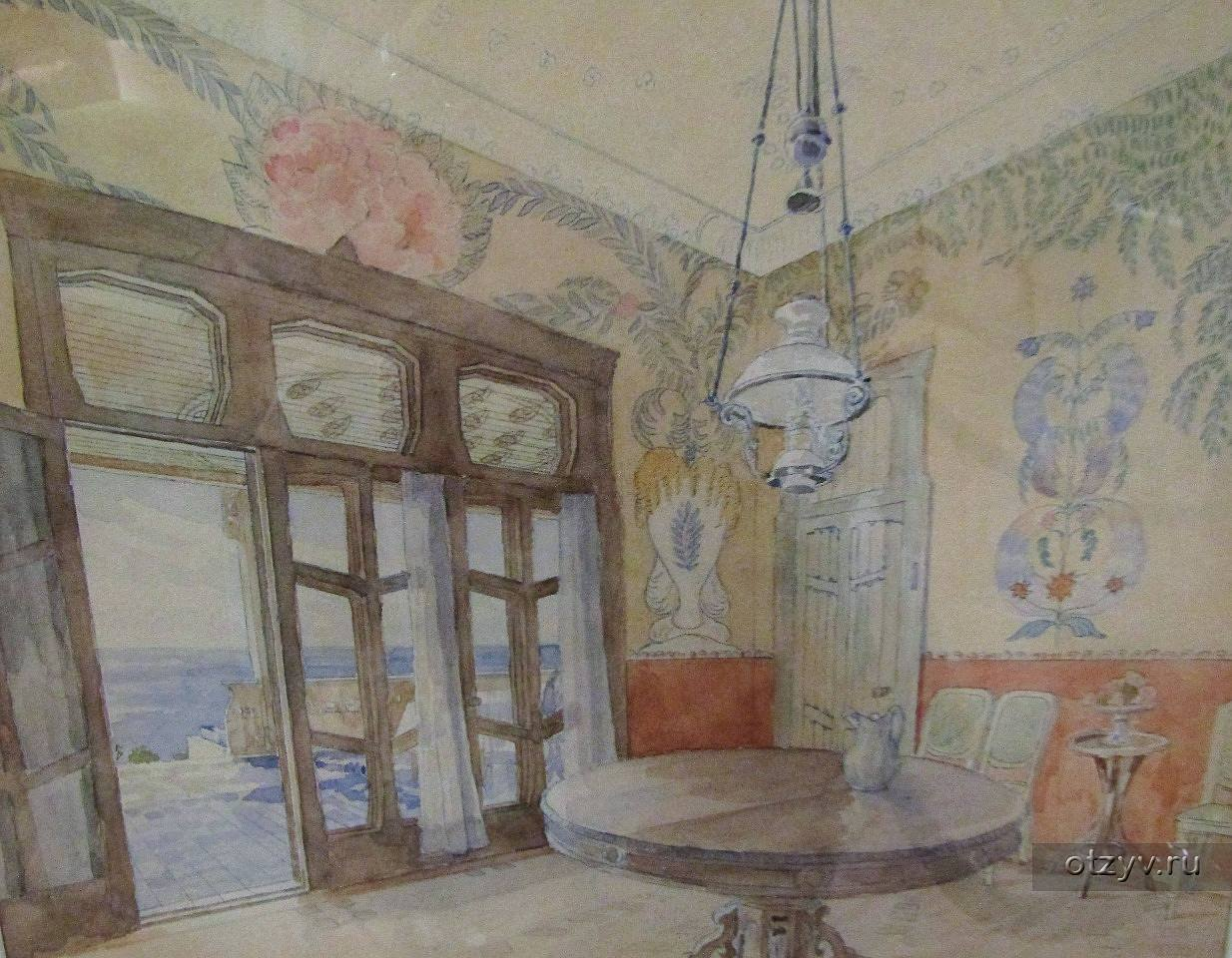
Пётр Уткин. Эскиз интерьера, акварель, 1912 г.
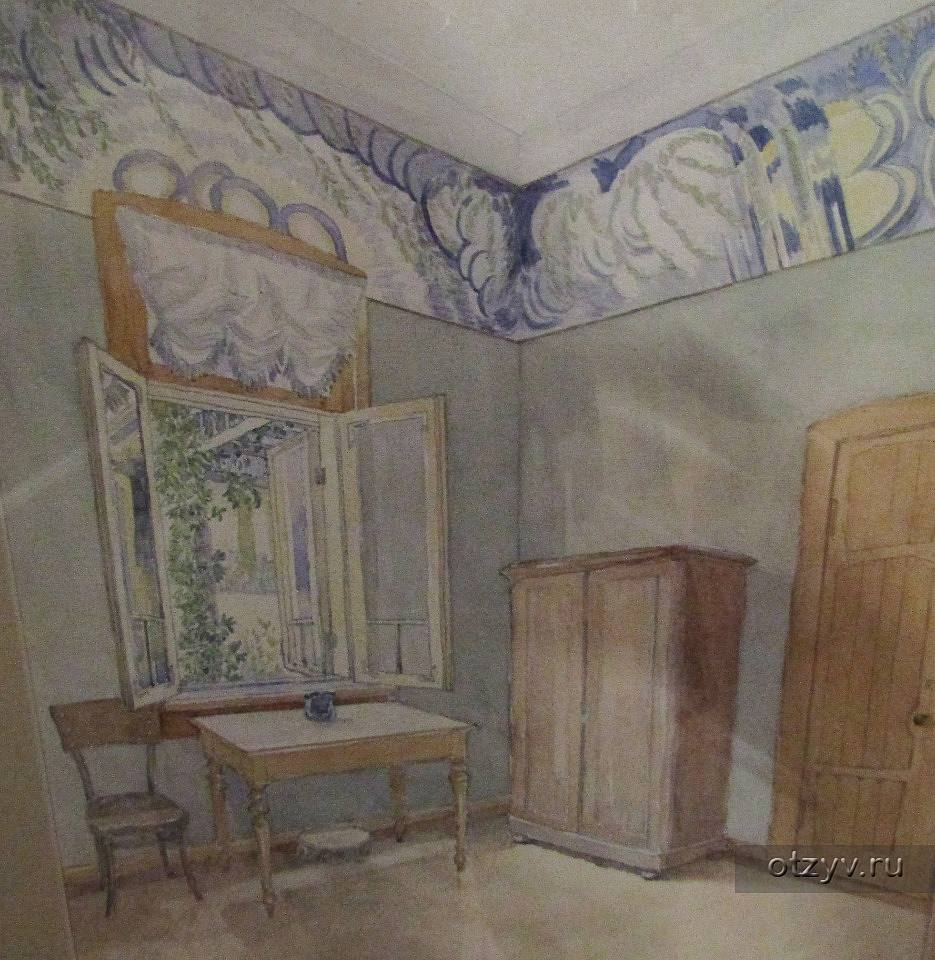
Пётр Уткин. Интерьер комнаты в главном доме. Акварель, 1912 г.
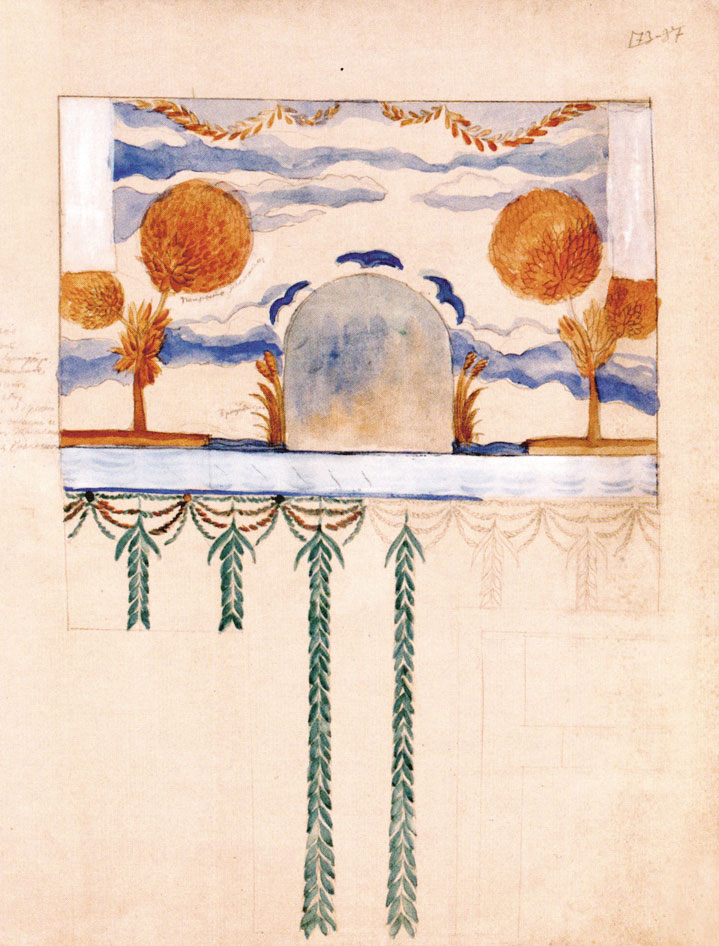
Евгений Лансере. Эскиз для оформления фасада, 1907 г.

Примерно в 1910 году в западной части имения был построен «дом садовника» необычного характера, связывающий архитектуру с окружающей природой. Дом, был составлен из двух террасно расположенных прямоугольных блоков, на плоской крыше устроили сад, аттик и высокую трубу украсили майоликой, работы Кузнецова, к дому примыкали оранжерея, парники, бассейн и цветник. Также известно, что была построена специальная «Мастерская художников», но никаких подробностей, кроме нескольких фотографий, пока установить не удалось.

## После революции
В 1921 году Жуковский открыл в своей усадьбе музей, который в 1923 году был закрыт, а в усадьбе разместили дом отдыха работников искусств. Во время войны статуи Матвеева были разбиты, но учениками Матвеева А. Н. Черницким, А. М. Игнатьевым, В. Г. Стамовым, Л. Ю. Эйдлиным, А. П. Тимченко в 1960-х годах сделаны копии и размещены их на прежних местах, а оригиналы принял на хранение Русский музей. В 1958 году был организован пансионат «Криворожский горняк». В сентябре 1987 года в главном доме усадьбы произошёл пожар и здание было законсервировано без реставрации. В 2004 году компания Систем Кэпитал Менеджмент, принадлежащая Ринату Ахметову, путем выкупа приватизировала усадьбу с заявленной целью «реконструкции и дальнейшего обслуживания памятника истории и культуры». По другим данным ещё 2002 году почти вся территория бывшего имения стала частной собственностью, а с 2007 года доступ на всю территорию парка стал невозможен. Новым владельцем на территории комплекса в 2008 году был устроен бассейн площадью более 2 тыс. м² и гостевой дом общей площадью 336 кв. м². 16 декабря 2019 года, в результате торгов (начальная цена лота составляла 1 млрд. 975 млн рублей), объект недвижимости "Дача Якова Жуковского «Новый Кучук-Кой» перешла в собственность ООО «Эколого-туристический центр в Парковом», созданное в 2007 году, учредителем санкт-петербургским ООО «Рисско». ООО «Рисско», в свою очередь, учреждено ООО «Газпром добыча Оренбург» (почти стопроцентная доля в уставном капитале или 11,6 млрд рублей) и ООО «Клиника промышленной медицины» (доля менее 0,01 % или 100 тысяч рублей). На 2021 год основные части усадьбы сохранились, главный дом, переживший пожар в 1987 году, находился в законсервированном виде, «лестница Иакова» в целости, скульптуры, выполненные учениками А. Т. Матвеева, отсутствуют (предполагается, что были вывезены в Киев).

## Охранный статус
Приказ Министерства культуры Украины от 13.12.2007 № 1669/0/16-07, учётный № 2053/1-АР комплекс «Дача Жуковского Новый Кучук-Кой», в составе дачного домика Жуковского, дома садовника и парка, был внесён в государственный реестр недвижимых памятников Украины местного значения. Данный приказ, фактически, повторял постановление Совета Министров Автономной республики Крым № 39 от 14 февраля 1994 года (пока не найдено) и ставил под охрану перечисленные в экспликации к постановлению 40 объектов усадьбы.
В 2016 году, на основании акта государственной историко-культурной экспертизы от 25 октября того же года, постановлением Совета министров Республики Крым от 20 декабря 2016 года № 627 «Об отнесении объектов культурного наследия регионального значения и выявленным объектам культурного наследия», памятниками градостроительства и архитектуры регионального значения объявлены "Комплекс "Дача Я. Е. Жуковского «Новый Кучук-Кой» и отдельно охраняются «Дачный домик Я. Е. Жуковского» и барельефы «Сон» и «Пробуждение» на южном фасаде дома садовника. При этом скульптура А. Т. Матвеева, вмонтированная в скалу, «Сидящий мальчик», выполненная в 1908 году в технике майолики не входит в предмет охраны усадьбы и не является объектом культурного наследия, не имеет охранного статуса.